# Rongjiang
Rongjiang (en chino, 榕江; pinyin, Róngjiāng) es un condado bajo la administración directa de la Prefectura Qiandongnan en la Provincia de Guizhou, República Popular China. Su área es de 3296 km² y su población total para 2010 superó los 286 mil habitantes.

## Administración
Desde julio de 2020, el  condado Rongjiang se divide en 19 pueblos que se administran en 9 poblados,  4 villas y 6 villas étnicas. 